# Бирюкса (приток Катуни)
Бирюкса́ (в верховье Быстрая Бирюкса) — река в России, протекает по Усть-Коксинскому району Республики Алтай. Устье реки находится в 548 км от устья Катуни по левому берегу. Длина реки составляет 44 км.

## Притоки
(указано расстояние от устья)
- 20 км: Столбовая Бирюкса (пр)
- 25 км: Тихая Бирюкса (пр)
- 28 км: Красная Бирюкса (лв)

## Данные водного реестра
По данным государственного водного реестра России относится к Верхнеобскому бассейновому округу, водохозяйственный участок реки — Катунь, речной подбассейн реки — Бия и Катунь. Речной бассейн реки — (Верхняя) Обь до впадения Иртыша.